# Kurs Szkolenia Rezerw
Kurs Szkolenia Rezerw (KSR) – system przeszkolenia wojskowego studentów i absolwentów uczelni cywilnych, który zastąpił w 2003 roku Szkoły Podchorążych Rezerwy. Obecnie zawieszony.
Kurs dla studentów trwał sześć tygodni (tylko ochotnicy) w czasie wakacyjnej przerwy międzysemestralnej, po zdaniu którego student był mianowany na stopień kaprala podchorążego i przenoszony do rezerwy. Absolwenci uczelni cywilnych, jeżeli nie odbyli służby wojskowej podczas studiów, mogli od ukończenia studiów być powołani na 3 miesięczne przeszkolenie w ciągu 12 miesięcy. Jeżeli nie byli powołani w tym czasie, było to równoznaczne z przeniesieniem do rezerwy.
KSR dla absolwentów był (podobnie jak dawna 6 miesięczna SPR) podzielony na dwie części - 6 tygodniowe szkolenie i 6 tygodniową praktykę w jednostkach wojskowych. Absolwent po zdaniu egzaminu na podoficera (po praktyce) był mianowany na stopień kaprala podchorążego i przenoszony do rezerwy.
Przy powoływaniu do służby brało się pod uwagę takie kwestie jak: potrzeby Sił Zbrojnych RP, kwalifikacje osoby po studiach, a także zaciąg na ochotnika. Przeszkolenie wojskowe studentów i absolwentów prowadziły szkoły oficerskie oraz wojskowe centra szkolenia, takie jak:
- Wyższa Szkoła Oficerska Wojsk Lądowych im. gen. Tadeusza Kościuszki,
- Centrum Szkolenia Wojsk Lądowych im. Stefana Czarnieckiego w Poznaniu,
- Centrum Szkolenia Artylerii i Uzbrojenia im. gen. Józefa Bema w Toruniu,
- Centrum Szkolenia Łączności i Informatyki w Zegrzu,
- Wyższa Szkoła Oficerska Sił Powietrznych w Dęblinie,
- Centrum Szkolenia Sił Powietrznych im. Romualda Traugutta w Koszalinie,
- Centrum Szkolenia Marynarki Wojennej im. wiceadmirała Józefa Unruga.

Student i absolwent ze stopniem kaprala podchorążego może być powołany na ćwiczenia rezerwy oraz na kurs oficerski dla rezerwistów (o ile ma stopień magistra). Przy powoływaniu na kursy oficerskie bierze się takie kryteria jak ww.